# Dipchasphecia roseiventris
Dipchasphecia roseiventris is een vlinder uit de familie wespvlinders (Sesiidae), onderfamilie Sesiinae.
Dipchasphecia roseiventris is voor het eerst wetenschappelijk beschreven door Bartel in 1912. De soort komt voor in het Palearctisch gebied.